# 바이아웃 (금융)
금융에서 바이아웃(buyout)은 회사의 소유권 지분 또는 회사 자본금의 과반수 지분을 취득하는 투자 거래이다. 이로써 인수자는 대상 회사의 현재 지분 보유자를 "매수"한다. 매수에는 종종 인수자가 "추정 부채"라고 하는 대상 회사의 미결제 부채를 구매하는 것이 포함된다.
경영진의 잘못된 의사결정으로 기업 펀더멘털이 훼손됐을 때 기업의 경영권을 사들여서 되파는 사람들이 있다. 이는 바이아웃 PE다.

## 같이 보기
- 바이아웃 (스포츠)
- 사원주주회사
- 차입매수
- 인수 합병
- 공개매수